# Vereinatunnel

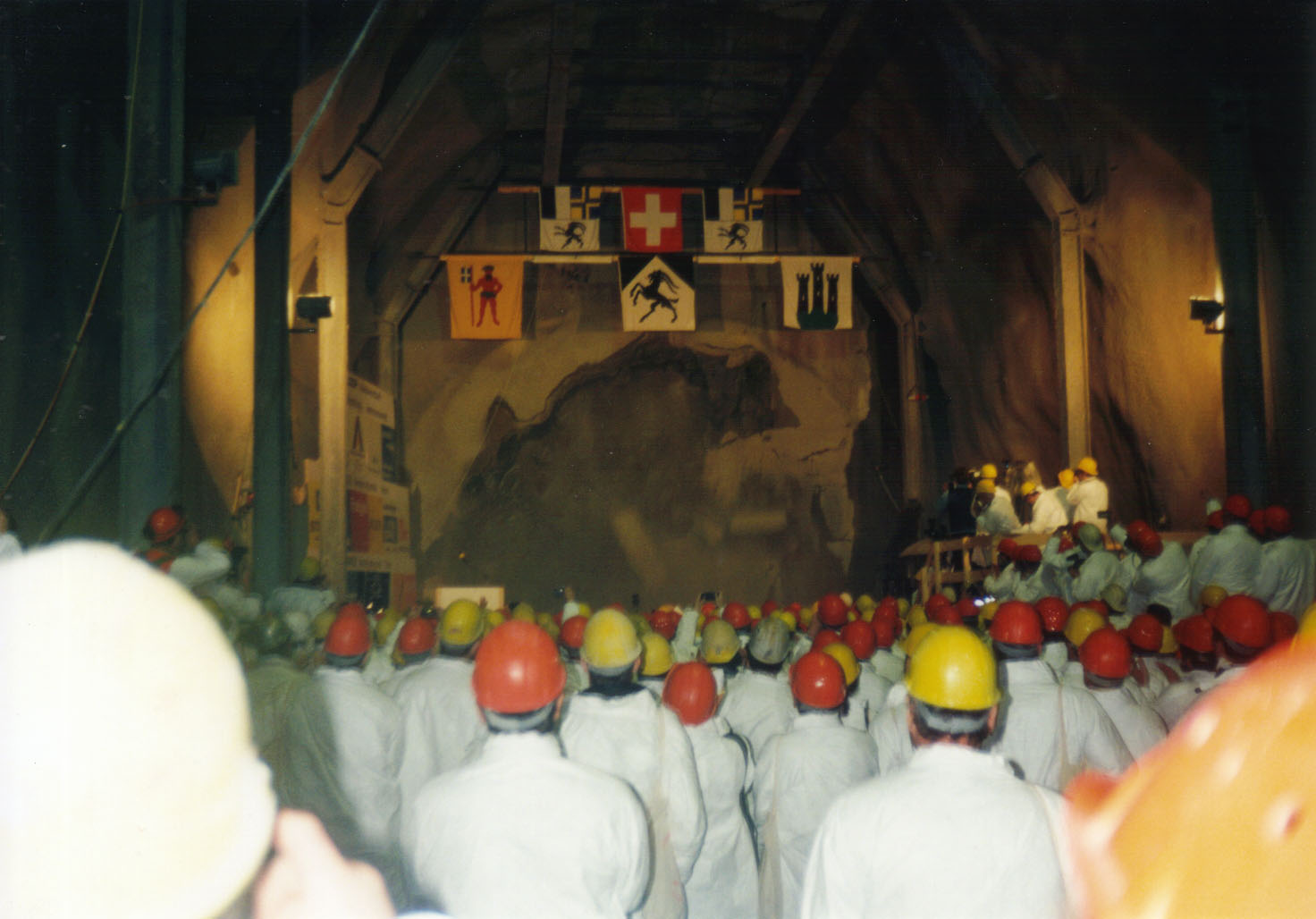
Moment przebicia się tarczy wiertniczej w trakcie budowy tunelu Vereina (marzec 1997)

Tunel Vereina (niem. Vereinatunnel, romansz Tunnel da la Vereina) – jest tunelem kolejowym położonym we wschodniej Szwajcarii. Ma długość 19058 m i jest najdłuższym tunelem na liniach Rhätische Bahn/Matterhorn Gotthard Bahn. Jest również najdłuższym na świecie tunelem kolei metrowej.
Na linii jeżdżą co godzinę pociągi regionalne pomiędzy Scuol-Tarasp i Chur. Dodatkowo kursują pociągi przewożące samochody łącząc dwie doliny po obu stronach tunelu. Tunel posiada tor z mijankami (każda długości około 2 km) pośrodku tunelu i niedaleko wjazdów.
Tunel został otwarty 19 listopada 1999 roku, a regularne kursy rozpoczęły się 3 dni później. Po otwarciu tunelu droga nr 28 jest częściowo zamykana dla ruchu w zimie.